# John Mackay (Entdecker)

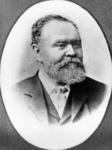
John Mackay

John Mackay (* 26. März 1839 in Inverness, Schottland; † 11. März 1914 in Brisbane, Queensland, Australien) war ein Entdeckungsreisender, Seemann und Hafenmeister. Der Ort Mackay in Queensland ist nach ihm benannt.

## Frühes Leben
John Mackay war der Sohn von George Mackay, einem Farmer, und seiner Frau Ann, geborene Munro. Zur Schule ging er an der Free Church Academy in Inverness. John Mackay verließ 1854 Schottland auf einem Schiff nach Melbourne. Ein Jahr später ging er und seine Familie nach New South Wales. Dort wuchs er auf der Farm seines Vaters zwischen Armidale und Uralla auf.
1859 suchte Mackay am Rocky River bei Armidale nach Gold. Der Goldrausch war 1860 vorbei.

## Entdeckungsreisender
1860 führte John Mackay eine Expedition in unbekanntes Gebiet in den Norden von Armindale. Im Januar 1860 verließen er und seine seiner Expeditionsmannschaft diesen Ort im und kamen am 2. März in Rockhampton an. Mackay führte die Expedition auf der Suche nach landwirtschaftlich nutzbarem Land entlang des Isaac River. Sie fanden ein Gebiet, das sich für die Viehzucht eignete, das der heutigen Mackay Region entspricht. Mackay und ein weiterer Entdeckungsreisender fanden auch einen Passweg, der über die Clarke Range führt.

## Spätes Leben

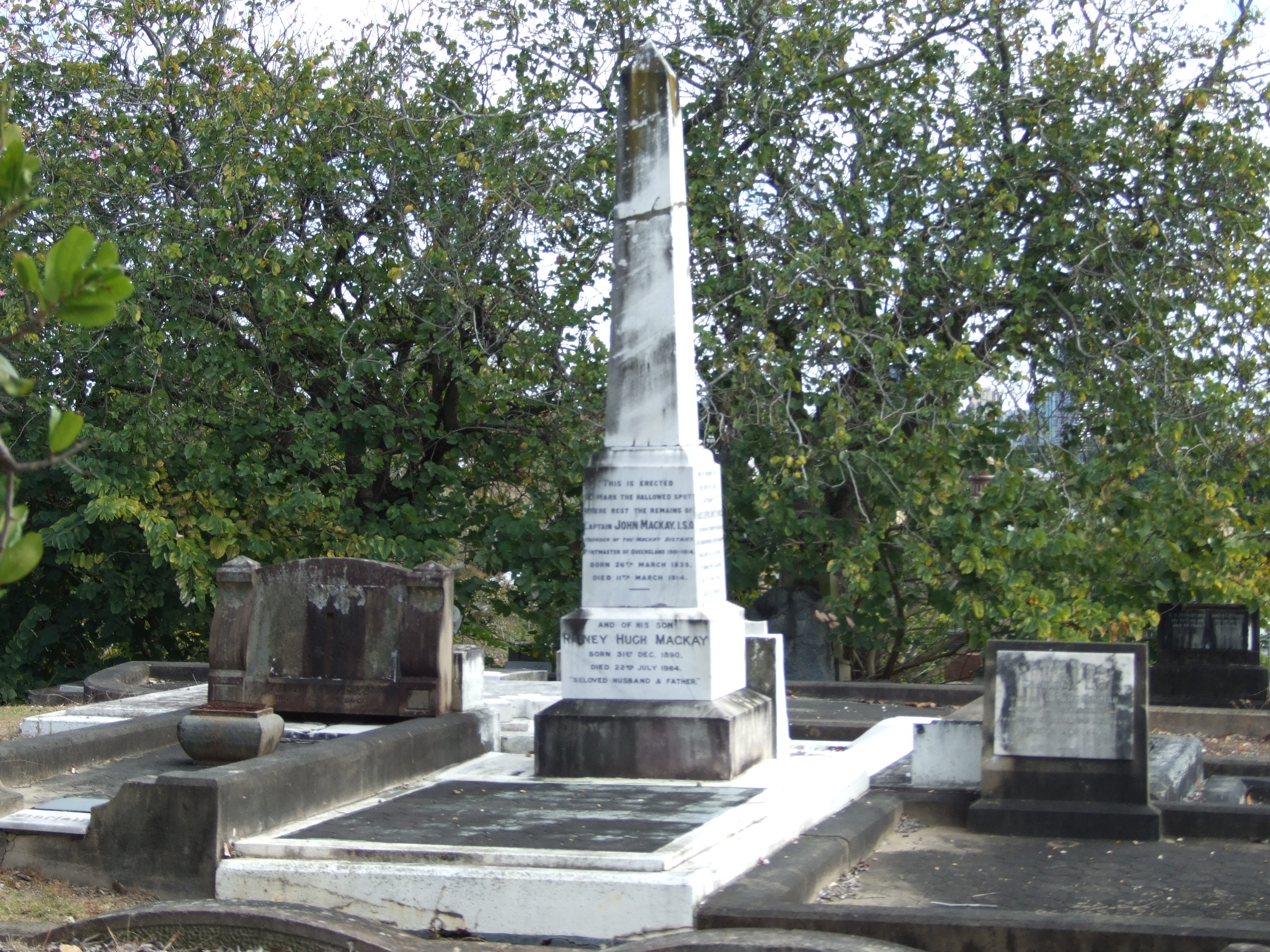
Grabstein von John Mackay auf dem Balmoral Cemetery in Brisbane

John Mackays Entdeckungen fanden in Australien wenig Anerkennung, deshalb wollte er Neuguinea erkunden. Dies Vorhaben umzusetzen gelang ihm nicht. Von 1883 bis 1889 wurde er zum Hafenmeister von Cooktown ernannt. 1883 heiratete er Marion geb. McLennon in Cooktown, mit der er zwei Söhne und zwei Töchter hatte. Von 1892 bis 1902 war er Hafenmeister in Brisbane. 1902 war er zum Vorstand des Queensland Marine Board ernannt worden. Ab 1912 war er als Postmeister angestellt. Er starb 1914 und wurde auf dem Balmoral Cemetery in Brisbane beerdigt.